# 13. dalmatinska brigada (NOVJ)
Za druge 13. brigade glejte 13. brigada.
13. dalmatinska brigada (srbohrvaško: 13. dalmatinska brigada) je bila brigada v sestavi Narodnoosvobodilne vojske in partizanskih odredov Jugoslavije in ki je delovala med drugo svetovno vojno na področju Kraljevine Jugoslavije.

## Organizacija
- štab
- 4x bataljon